# 통신 소음
통신 소음(영어: static noise) 또는 편안한 잡음(comfort noise)은 라디오 혹은 무선 통신에서 발생하는 인공적인 배경음이다. 대중 매체에서도 간혹 언급되는 것을 볼 수 있으며, 패션및 건축에도 영향을 미친다. 누전 등의 문제로 이어질 수 있기 때문에 주의해야 한다.

## 같이 보기
- 귀울림(이명)
- 백색 잡음
- 화상의 종류
- 정전기
- 전기장
- 저소음 컴퓨터